# Старостін Петро Іванович (член ЦКК)
Петро Іванович Старостін (1885, Російська імперія — ?) — радянський діяч. Член ВЦВК у 1922 році. Член Центральної контрольної комісії ВКП(б) у 1925—1930 роках. 

## Життєпис
Працював чорноробом на «Трьохгорній мануфактурі» в Москві.
Член РСДРП(б) з березня 1917 року. Учасник Жовтневого перевороту 1917 року.
На 1925—1927 роки — робітник Московської фабрики «Трьохгорна мануфактура».
Подальша доля невідома.